# Тур Уппсалы
Тур Уппсалы (англ. Tour of Uppsala) — шоссейная многодневная велогонка, проходящая по территории Швеции с 2018 года.

## История
Гонка была создана в 2018 году как дополнение к мужской гонке Скандинавская гонка Уппсалы и сразу вошла в Женский мировой шоссейный календарь UCI.
В 2020 и 2021 году гонка была отменена из-за пандемии COVID-19.
Маршрут гонки проходит в городе Уппсала и его окрестностях и состоит из трёх этапов.

## Призёры
| Год  | Победитель    | Второй             | Третий        |         |
| ---- | ------------- | ------------------ | ------------- | ------- |
| 2018 | Ида Эрнгрен   | Катрин Швайнбергер | Сара Мустонен |         |
| 2019 | Сара Мустонен | Вита Хейне         | Лорен Долан   |         |
| 2020 | отменён       | отменён            | отменён       | отменён |
| 2021 | отменён       | отменён            | отменён       | отменён |
| 2022 | Натали Эклунд | Мари Хуле Мор      | Стине Боргли  |         |
| 2023 | отменён       | отменён            | отменён       | отменён |